# 青い鳥 (ゴスペラーズの曲)
『青い鳥』（あおいとり）は、日本の男性ヴォーカルグループゴスペラーズの31枚目のシングル。2008年3月12日にキューンレコードから発売された。

## 概要
前作『It Still Matters〜愛は眠らない/言葉にすれば』から5ヶ月ぶりとなるシングルである。表題曲である「青い鳥」は、映画『うた魂♪』のために書き下ろした楽曲であり、ゴスペラーズ初の映画主題歌となっている。カップリング曲である「輪舞」は、日清カップヌードルミルクシーフードのCMソングに使用されており、2008年1月12日より着うたが先行配信された。

## 収録曲
1. 青い鳥 (6:08)
  - 作詞：安岡優 / 作曲：北山陽一 / 編曲：清水信之 / 演奏：清水信之と彼のチェスブランズウィックオーケストラ
  - 映画『うた魂♪』の主題歌。実際にはMovie Edit Versionが使用された。
2. 輪舞 (4:46)
  - 作詞：只野菜摘 / 作曲：黒沢薫、佐々木真里 / 編曲：宇佐美秀文
  - 日清カップヌードルミルクシーフードヌードル CMソング
3. 青い鳥 -Movie Edit Version- (4:11)

## 編曲
「青い鳥」には、牧戸太郎により混声三部合唱曲として編曲されたものや横山潤子により混声四部合唱曲として編曲されたものが存在し、合唱曲としても知られている。